# Bloemenbuurt (Venlo)
De Bloemenbuurt is een buurt in de woonwijk Vogelhut in het stadsdeel Venlo in de gelijknamige gemeente Venlo. De buurt ligt op de Leutherberg en omvat de volgende straten: de Acaciaweg, Dahliaweg, Ericaweg, Rozenweg, Tulpenweg, het eerste deel van de Bremweg en het laatste deel van de Leutherweg.

## Geschiedenis
Na de Tweede Wereldoorlog moest Venlo weer opgebouwd worden. Aanvankelijk wilde het Rijk alle noodwoningen in Venlo en Blerick in een complex bouwen, maar het gemeentebestuur was hierop tegen. Zij wilde zo snel mogelijk af van de noodwoningen en dacht dat de beste manier om dit te realiseren het verspreiden van de woningen was.
In 1946 waren de eerste woningen klaar en meer dan 500 waren nog in aanbouw. Door de schaarste aan bouwmaterialen kon de definitieve wederopbouw pas veel later beginnen. Het Venlose bestuur kreeg van het Ministerie van Wederopbouw en Volkshuisvesting 150.000 kubieke meter toegewezen, maar men wilde geen huizen bouwen waarmee men nog jaren bleef zitten.

### Bungalows
Om tegemoet te komen aan de wens van de gemeente en de schaarste werd een bouwplan ontwikkeld; de zogenaamde kernwoning. Deze woning bestaat uit een woonlaag met een plat dak. In maart 1947 vatte het Venlose college het plan op om een vijftigtal bungalows te gaan bouwen. Samen met de directeur van gemeentewerken en met stadsarchitect Jules Kayser, die optrad als stedenbouwkundig adviseur, werd overlegd over het type bungalow en over de meest geschikte locatie. Gemeentwerken adviseerde de zuidgrens van Venlo, maar het College voelde meer voor de locatie aan de Toeperweg. Uiteindelijk werd gekozen voor de Leutherberg.
Ondanks dat de wijk gebouwd is om op termijn weer te worden afgebroken, staan de woningen er nog steeds.

## Bron
- Gemeentearchief Venlo